# Praravinia everettii
Praravinia everettii är en måreväxtart som beskrevs av Elmer Drew Merrill. Praravinia everettii ingår i släktet Praravinia och familjen måreväxter. Inga underarter finns listade i Catalogue of Life.